# Dečina
Dečina – wieś w Słowenii, w gminie Črnomelj. W 2018 roku liczyła 2 mieszkańców.